# Gert Germeraad
Gert Germeraad (Utrecht, 21 de diciembre de 1959) es un escultor neerlandés.

## Datos biográficos
Es el autor de la escultura Mansportret ('Retrato de hombre', 2002), que forma parte del proyecto Sokkelplan de La Haya.

## Obras
- retrato de hombre - Mansportret (2002) , La Haya , dentro del proyecto Sokkelplan.[2]

52°4′41.52″N 4°18′51.67″E / 52.0782000, 4.3143528

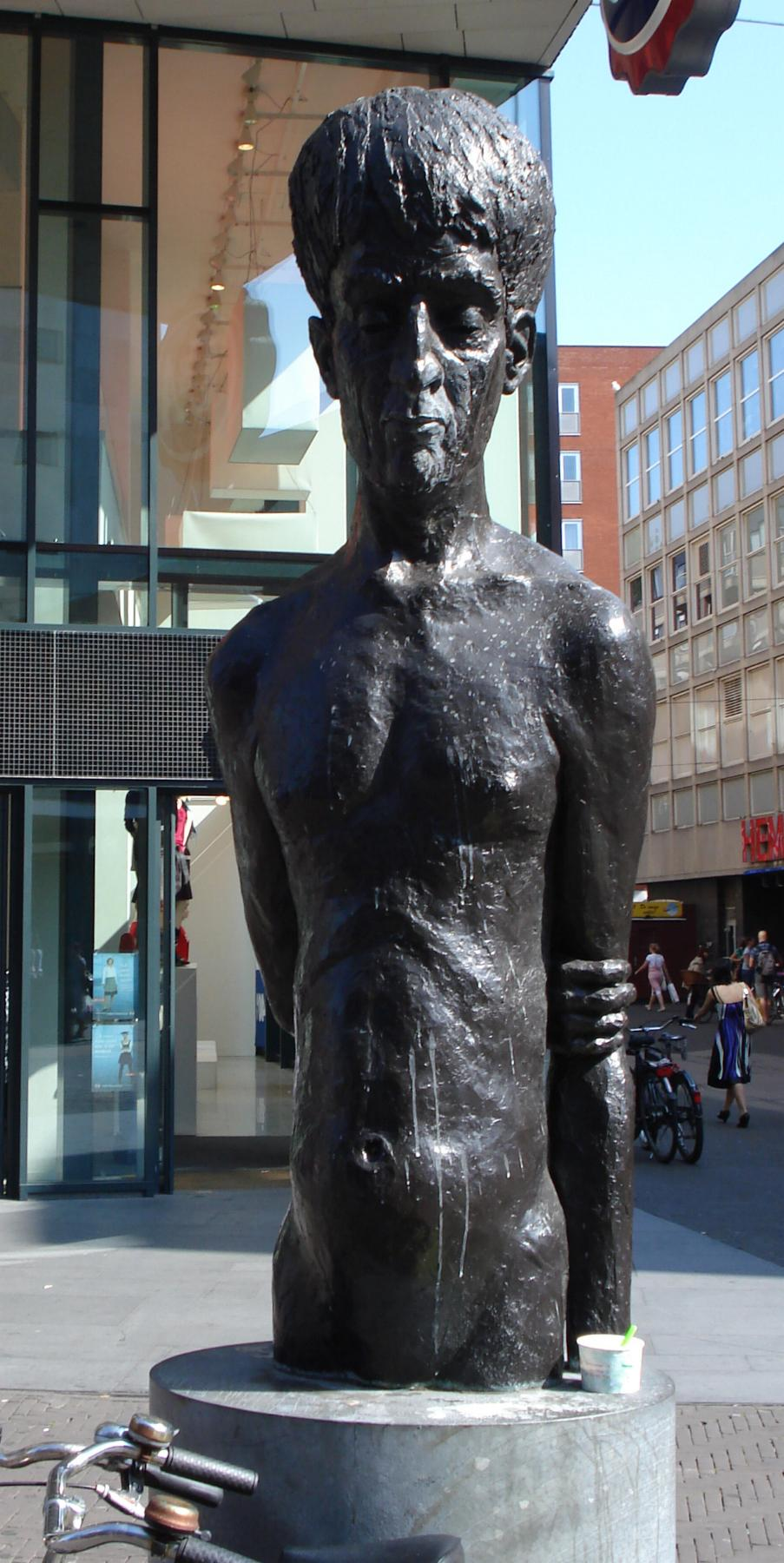
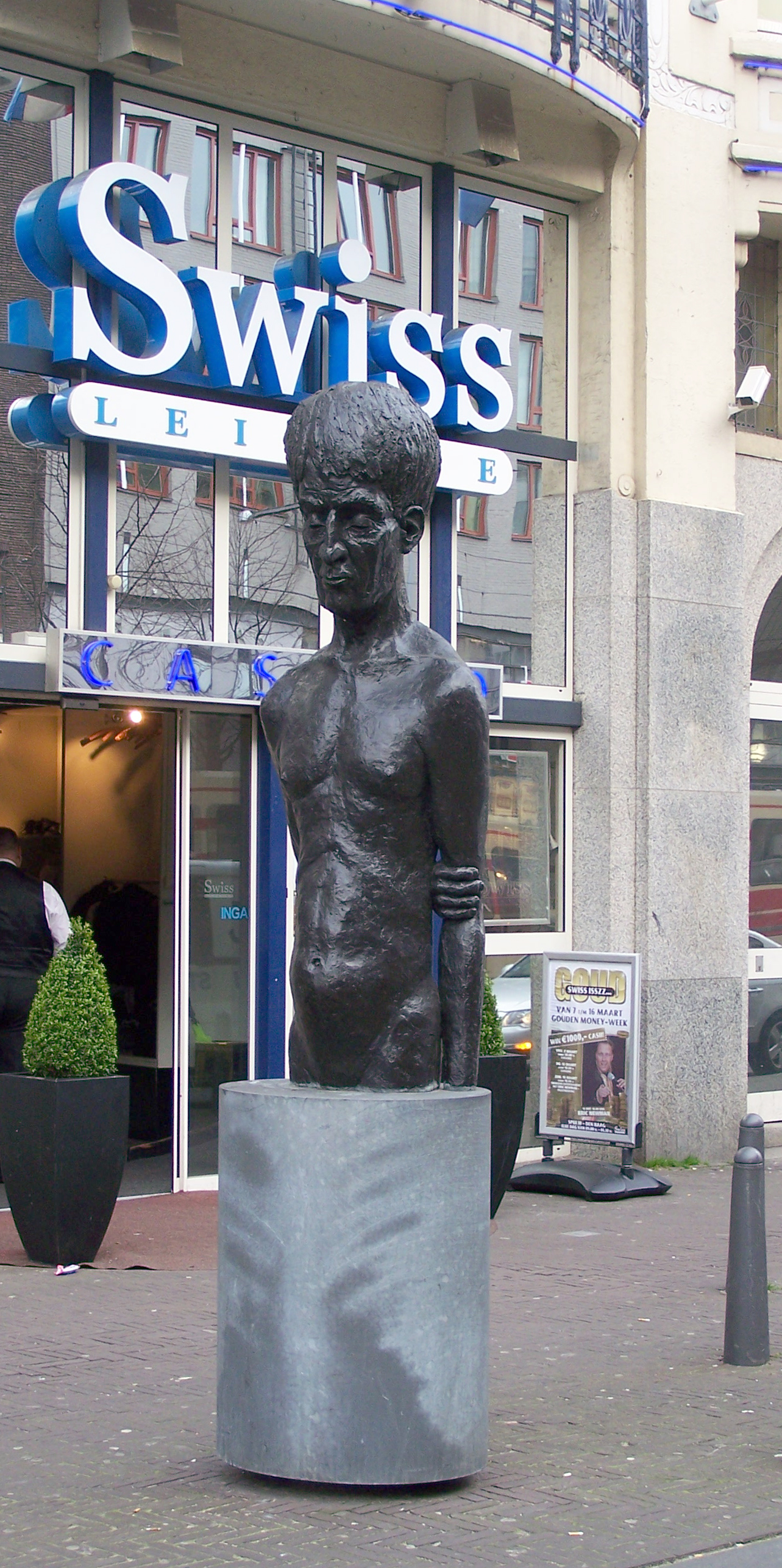
Pulsar para ampliar.
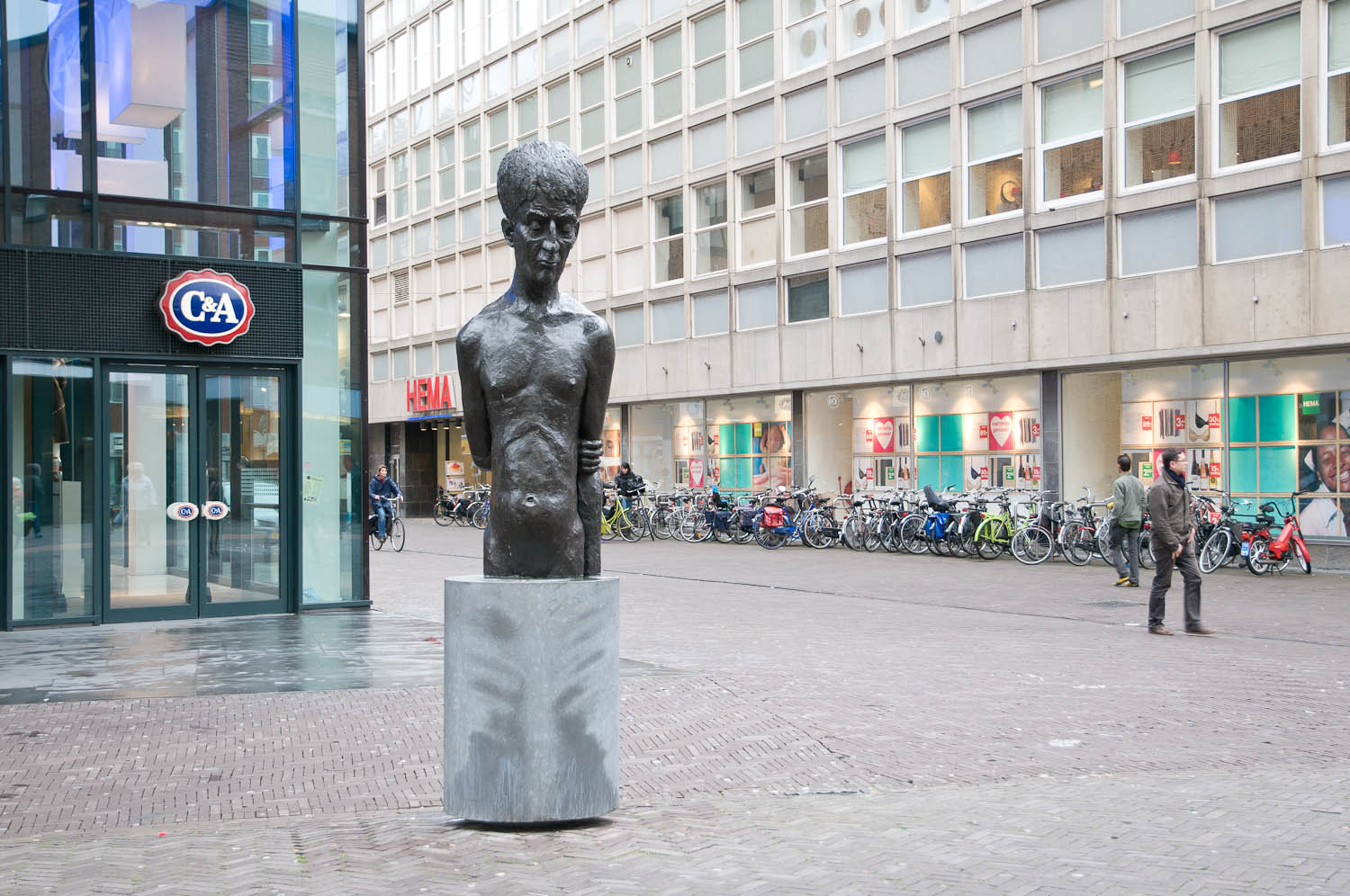
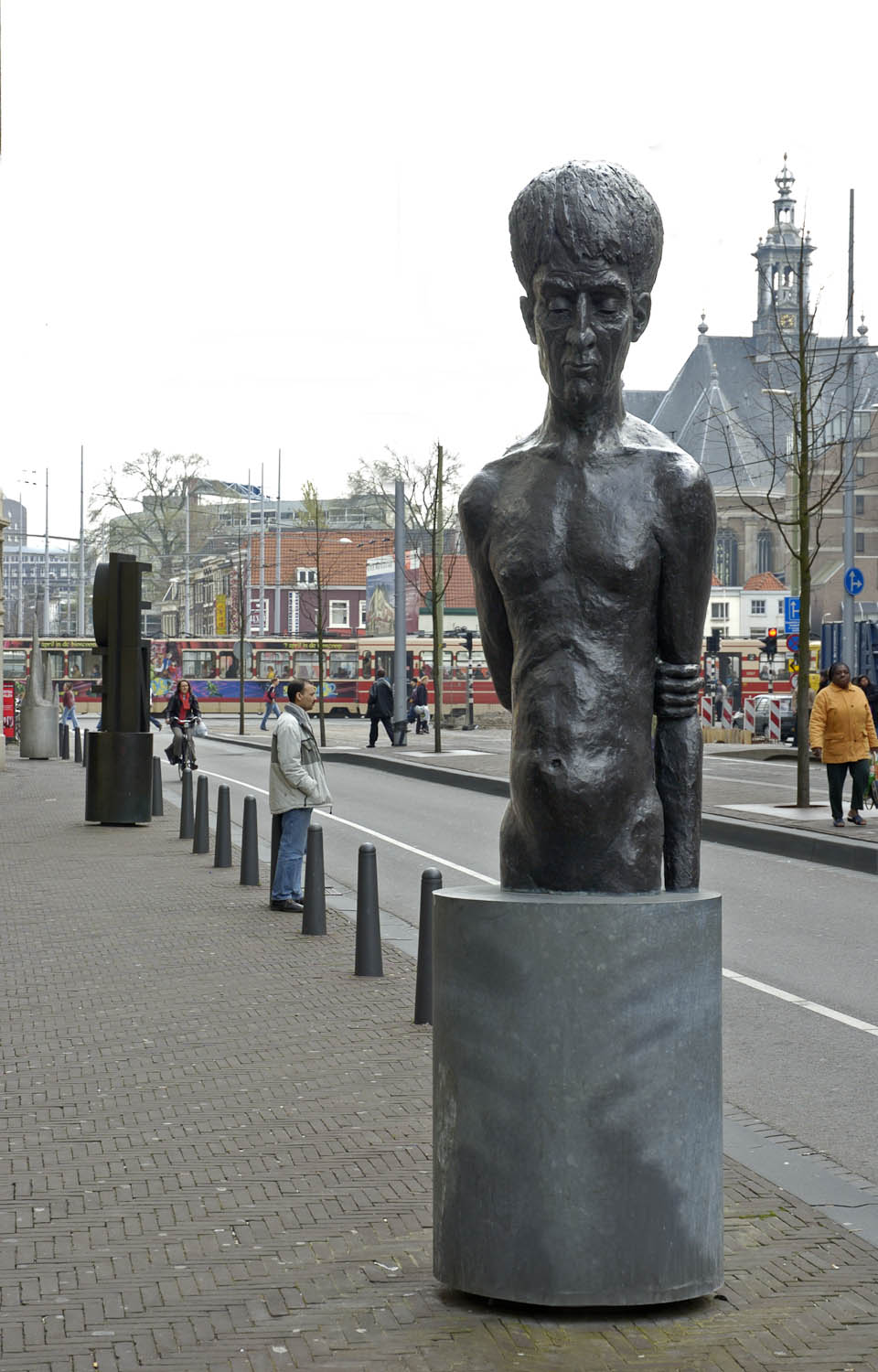